# Großes Gobi-B-Schutzgebiet
Das Große Gobi-B-Schutzgebiet (englisch: Great Gobi B Strictly Protected Area) ist ein Naturschutzgebiet in der Mongolei am Rand der Wüste Gobi (Dsungarische Gobi). Es ist ein streng geschütztes Gebiet und liegt an der mongolischen Grenze zu China. Die bergigen Wüstensteppen des Reservates sind Heimat von Halbeseln, Gazellen, Wölfen, sowie einer Population des Przewalski-Wildpferdes, das hier wieder angesiedelt wurde. Ein verwandtes Schutzgebiet liegt etwa 200 km weiter östlich in einem noch trockeneren Teil der Gobi (südliche Altai-Gobi) und trägt den Namen Großes Gobi-A-Schutzgebiet.

## Landschaft und Klima
Das Große Gobi-B-Schutzgebiet wurde im Jahr 1975 gegründet und umfasst etwa 9000 Quadratkilometer Wüstensteppen, trockenes Bergland, Halbwüsten und Wüstengebiete. Die Ebenen des Reservates werden im Osten von niedrigen Bergen, im Westen von welligem Hügelland eingefasst. Die niedrigsten Teile des Reservates liegen auf etwa 1000 m über dem Meeresspiegel, die höchsten Punkte liegen an der Grenze zu China und ragen 2840 m empor. Im Norden grenzt das mongolische Altaigebirge an das Reservat. Das Klima ist extrem kontinental, und so können die Temperaturen im Winter auf −40 °C fallen, im Sommer dagegen auf +40 °C steigen. Eine Schneedecke liegt im Durchschnitt an 97 Tagen im Jahr. Im Sommer (Mai–September) liegen die monatlichen Durchschnittstemperaturen bei etwa 14 bis 19 °C, im Winter (Oktober–April) bei +4 bis −20 °C. Die Niederschläge fallen sehr unregelmäßig aus.

## Fauna
Im Großen Gobi-B-Schutzgebiet wurde seit 1992 das Przewalskipferd, das in freier Wildbahn völlig ausgestorben war, wieder angesiedelt, zunächst durch Verlegung von Nachzuchten aus europäischen Zoos in das Tachin-Tal (Zuchtstation) am Rande des Reservats und ab 1997 auch durch Auswilderungen in das eigentliche Reservat selbst, wo sie ein Streifgebiet in der Ausdehnung von 180 Quadratkilometern nutzten. Daneben kommen Mongolische Halbesel vor. Während die Halbesel im Gebiet weit verbreitet und recht häufig sind, scheint es für das Przewalskipferd eher ein Randgebiet der ursprünglichen Verbreitung darzustellen. Im Gegensatz zu Halbeseln, die mit Halbwüsten gut zurechtkommen, sind nur kleine Bereiche des Schutzgebietes, vor allem Flusstäler und Oasen, für Przewalskipferde gut geeignet. In sehr strengen Wintern erleiden sie daher häufig starke Einbußen. So brachen die Bestände der Wildpferde in dem extrem harten Winter 2009/2010 völlig ein und sanken von 137 auf nur 48 Tiere. Auch die Haustierherden der lokalen Bevölkerung erlitten in diesem als „Dzud“ bekannten Wetterphänomen enorme Verluste von 50 bis 100 %.
Neben Halbeseln und Wildpferden kommen einige weitere Huftierarten, wie etwa die Kropfgazelle vor. Der Sibirische Steinbock ist in den Berggebieten relativ häufig, das Argali ist dagegen selten geworden. Das wichtigste Raubtier ist der Wolf, Schneeleoparden und Luchse sind dagegen selten anzutreffen. Kleinere Raubtiere, die im Reservat zu finden sind, sind Rotfuchs, Steppenfuchs, Wildkatze und Manul.

## Schutz
Trotz des strengen Schutzstatus leben Menschen im Reservat. Außerhalb der etwa 1800 Quadratkilometer großen Kernzone befinden sich einige Siedlungen. Im Bereich des Schutzgebietes leben etwa 110 Familien, die vor allem im Winter ihre insgesamt fast 60.000 Haustiere im Reservat weiden lassen. Wilderei scheint im Vergleich zu anderen Teilen der Gobi relativ gering zu sein. Wölfe werden allerdings stark verfolgt und Wolfsprodukte werden etwa nach China gehandelt.